# روبن درامبیان
روبن گریگوری درامبیان (ارمنی: Ռուբեն Գրիգորի Դրամբյան؛ زاده ۱۷ ژوئن ۱۸۹۱ - درگذشته ۱۰ مارس ۱۹۹۱) تاریخ‌نگار هنر، مجموعه‌دار، هنرمند اهل ارمنستان بود.

## زندگی‌نامه
وی در ۱۷ ژوئن [سبک قدیمی: ۲۹ ژوئن] ۱۸۹۱ در آلکساندراپول در به دنیا آمد و دبیرستان تفلیس (۱۹۰۹), دانشگاه دولتی سن پترزبورگ (۱۹۱۴) و دانشگاه دولتی مسکو (۱۹۱۶) از فارغ‌التحصیل گشت. وی در موزه دولتی روسیه، نگارخانه ملی ارمنستان، انستیتو دولتی هنری و نمایشی ایروان و انستیتو هنری فعالیت می‌کرد. وی همچنین برنده جوایزی همچون چهره هنری شایسته ارمنستان شوروی شد. وی در ۱۰ مارس ۱۹۹۱ در سن ۹۹ سالگی در ایروان درگذشت و در پانتئون کومیتاس به خاک سپرده شد.

## نگارخانه

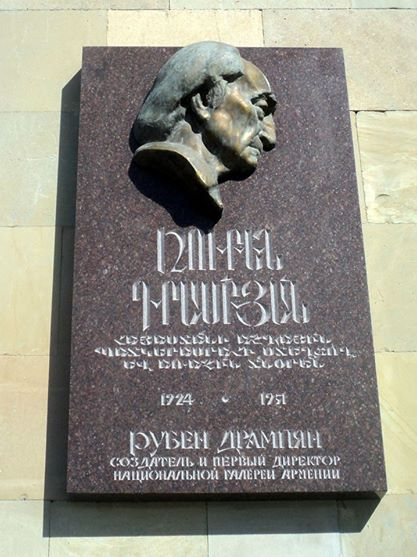
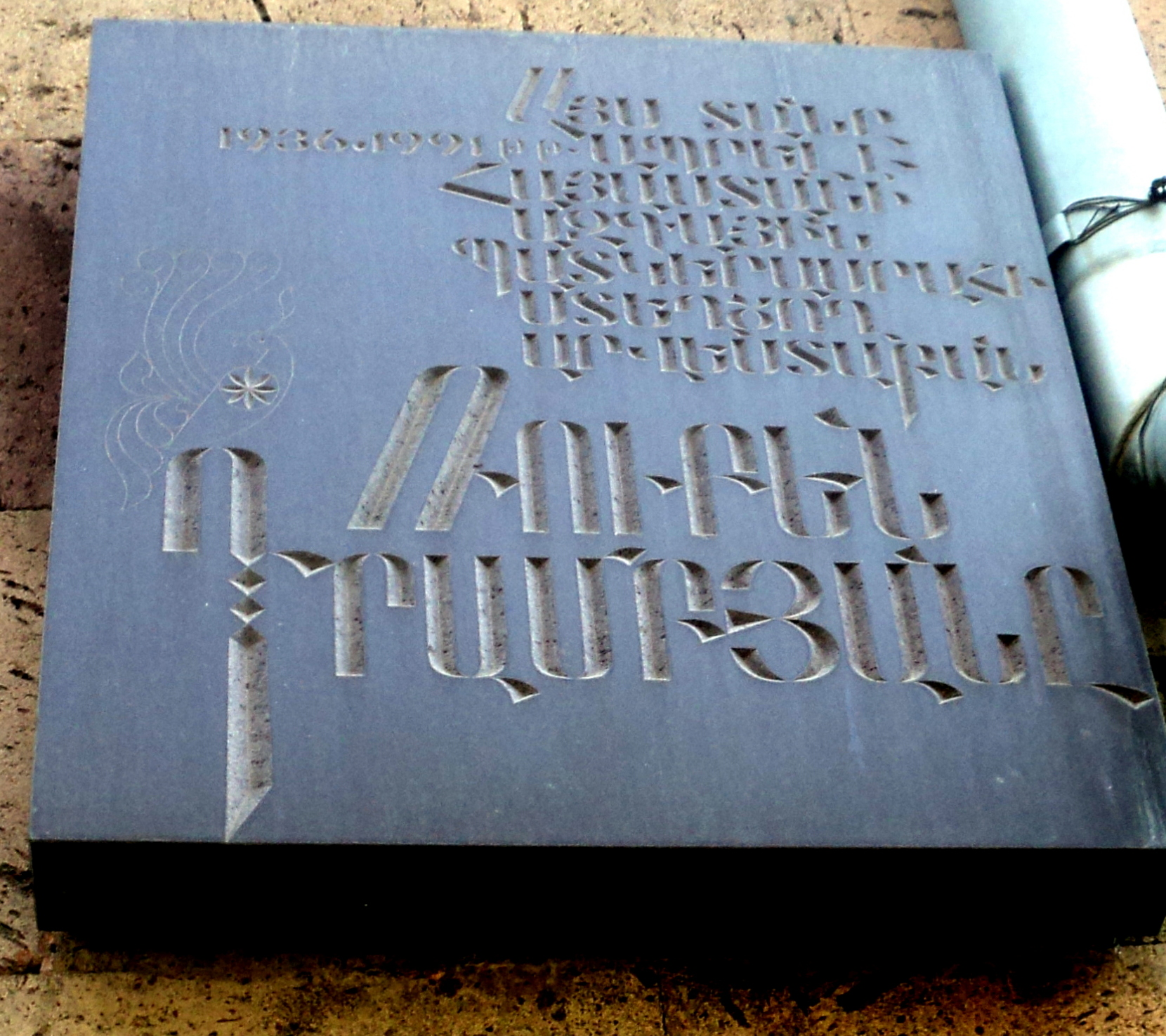